# 南砂

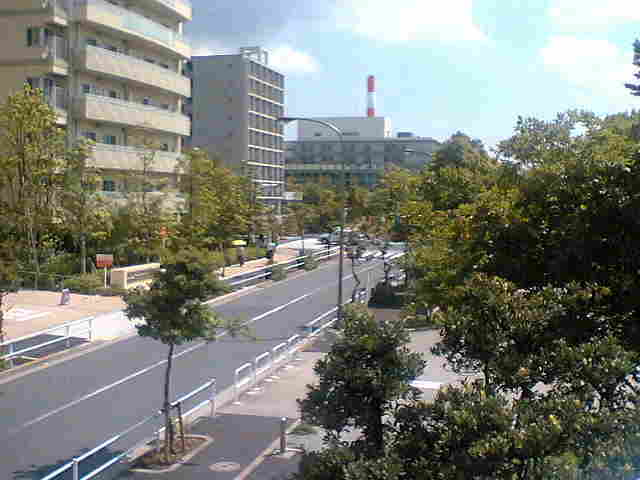
再開発地域の街並み

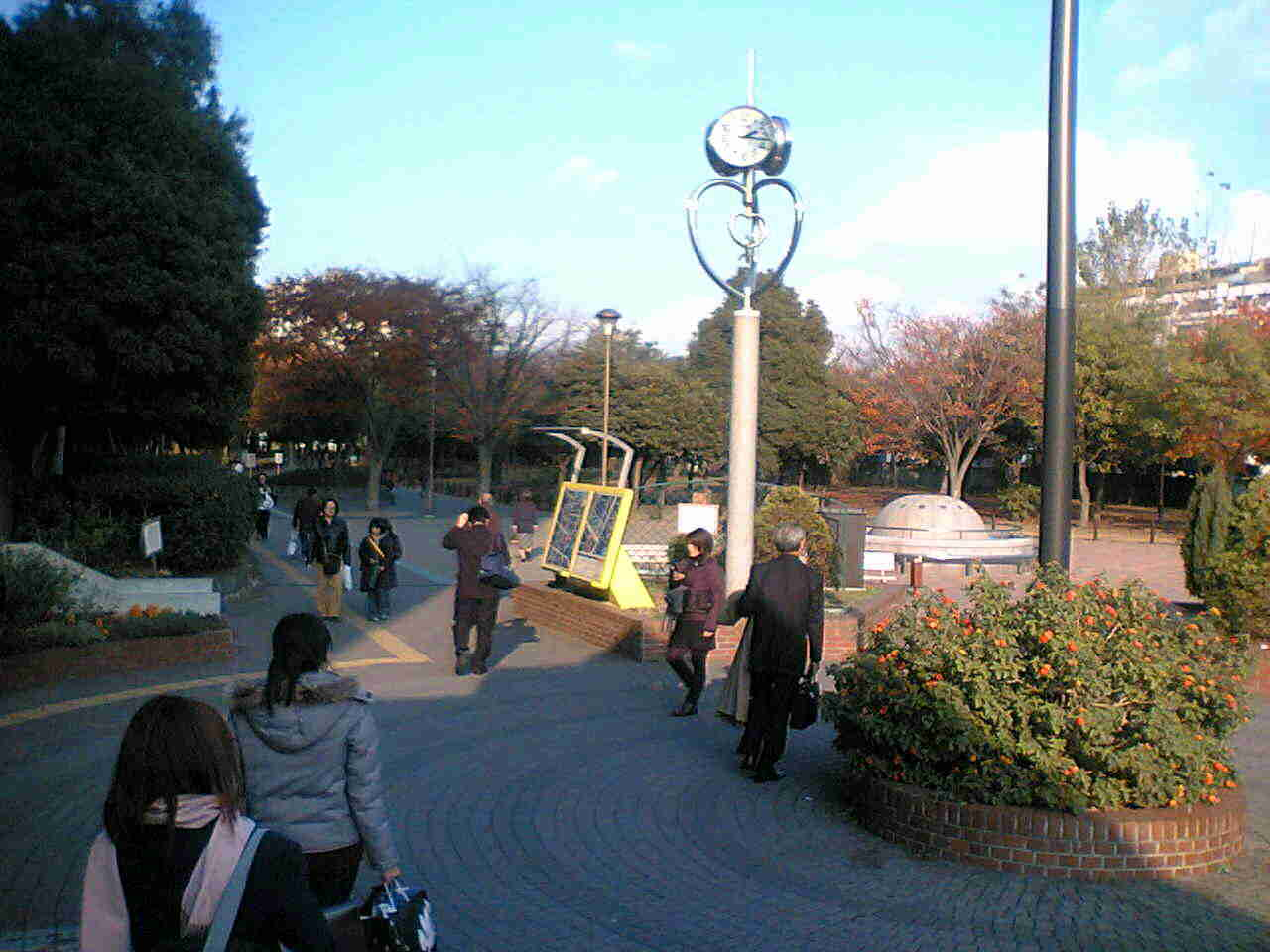
南砂町駅前公園

南砂（みなみすな）は、東京都江東区の地名で、城東地域内である。現行行政地名は南砂一丁目から南砂七丁目。住居表示実施済区域。

## 概要
東京メトロ東西線沿線の住宅地。江東区で6つある広域的な拠点の一つに指定されている。下町情緒・江戸情緒が残る街並みと新しい街並みが混在している。中・高層マンションが多く、人口は約4万人である。
緑地が多く、荒川河川敷には「荒川砂町水辺公園」がある。南砂町駅東口からはトピレックプラザ（複合商業施設）や区立図書館（中央館）付近まで続く「南砂三丁目公園」がある。仙台堀川を埋め立てて造られた仙台堀川公園や都電の軌道跡を利用した「南砂緑道公園」もある。

## 地理
東に荒川に面するリバーサイドの街で、南砂町駅は東京メトロ東西線大手町駅から10分程である。都心から永代通りを東に進むと、荒川を渡る手前にある。明治通りを亀戸から南下すると新木場に行き着くが、その中間地点付近である。昔、湿地帯だった所で、南砂町駅の北側には海抜ゼロメートル地帯が広がっており、かつては度々高潮などの水害を受けてきた。駅南側の新砂は比較的新しい埋立地で、海抜2 - 3メートルと若干高めである。

### 南砂の商業地
南砂近辺は、区内各所および江戸川区など周辺各区から買い物客が訪れる。明治通り、葛西橋通り、永代通りなどの幹線通り沿いに商業施設が多いのが南砂の特徴である。
南砂の商業の中心、葛西橋通りの複合商業施設トピレックプラザはイオン、ドイト、オッソ（フィットネス）、ラウンドワンを核テナントとし、他に約40の専門店が集まる大型商業施設である。1970年代に開業した歴史の古いショッピングセンターだが1990年代に全面的なリニューアルが行われた。以前はイトーヨーカ堂が核テナントだった。周辺には高層マンションが立地している。区役所南砂出張所・区民館や区立図書館の中央館の役割を果たす江東図書館もある。この他、木場寄りにはヤマダデンキもある。明治通り沿いにはニトリや飲食店がある。
再開発が進む南砂町駅の南側には（地理的には新砂だが）南砂町ショッピングセンターSUNAMO（スナモ）が立地している。SUNAMOは三菱地所が運営する城東地域最大の複合商業施設である（詳細は新砂参照）。南砂町駅では、改良工事が進められており、乗り場の増設や出入口の変更が予定されている（南砂町駅参照）。駅東部では再開発に伴い、病院・高層マンション等が建ち始めている。バス停・タクシー乗り場は東口にある。駅の東には大規模高層住宅やいくつかの企業、医療センターなどがある。
元八幡通りは南砂の古くからの商店街である。富賀岡八幡宮の門前町としてかつては賑わっていたが、現在ではやや寂れた感じもある。老舗が多い。

### 地価
住宅地の地価は、2025年（令和7年）1月1日の公示地価によれば、南砂2-31-10の地点で77万2000円/m2、南砂4-18-2の地点で49万円/m2となっている。

## 歴史

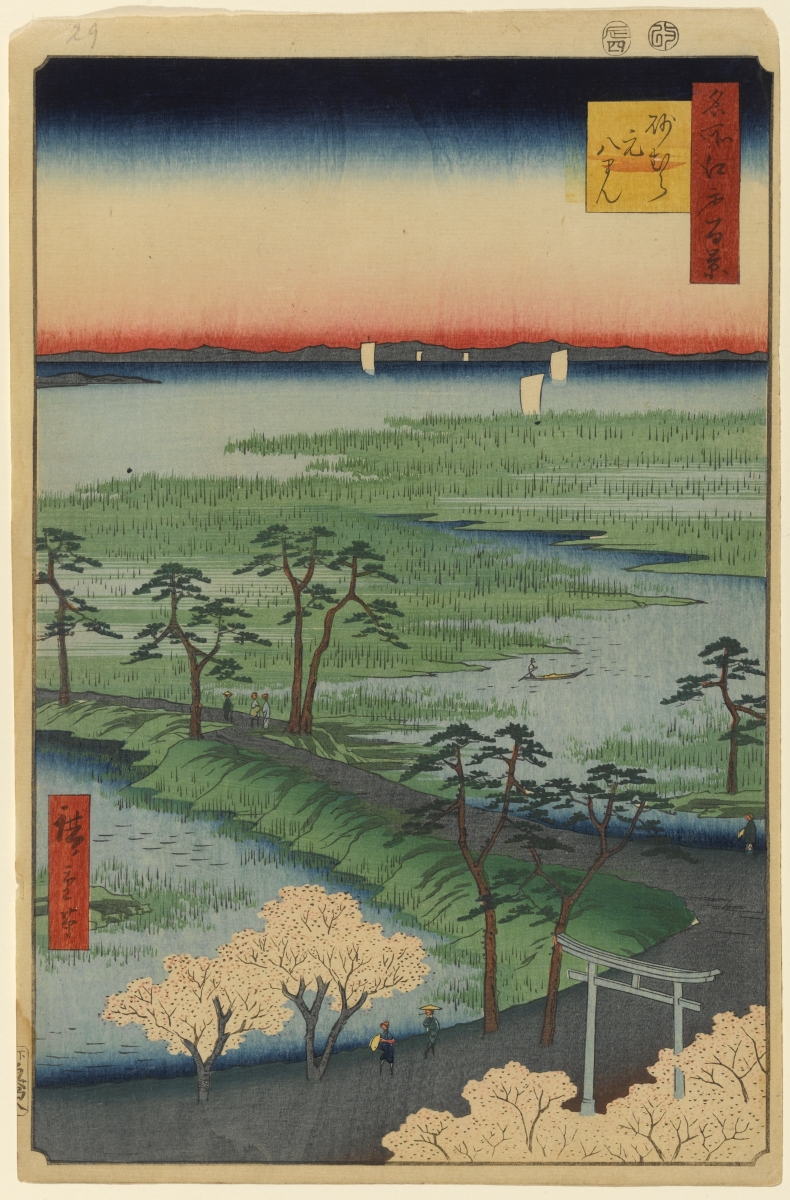
広重『名所江戸百景』より「砂むら元はちまん」（現在の富賀岡八幡宮）。

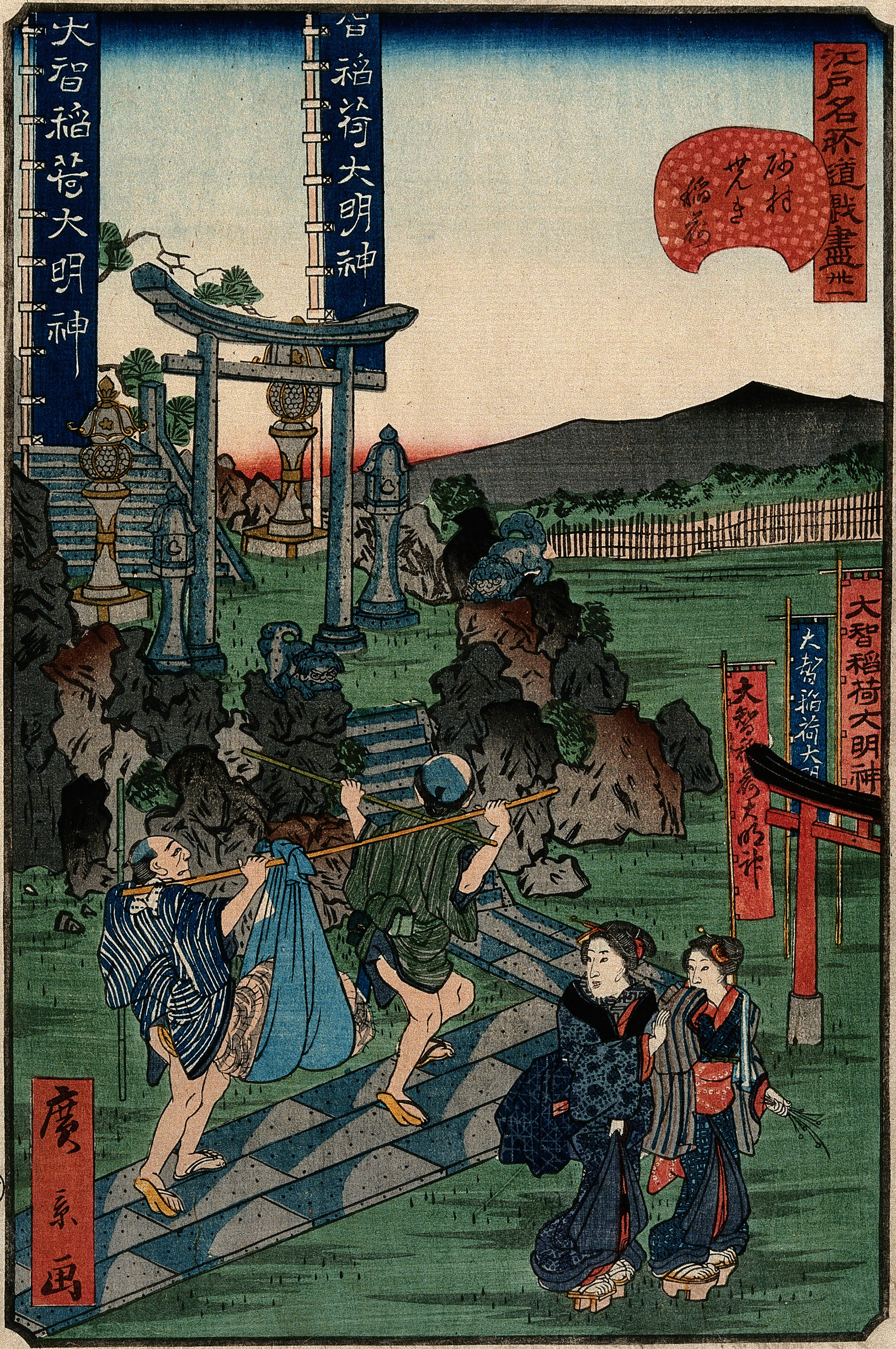
歌川広景『江戸名所道戯尽』より 卅一 砂村せんき稲荷（大智稲荷大明神 / 仙気稲荷神社）。

現行の南砂は旧：武蔵国葛飾郡宝六島の一部。後の砂村新田の全域と永代新田、平井新田の大半。南砂地区の街としての始まりは江戸初期に遡る。

### 地名の由来
南砂は江戸時代「宝六島」と呼ばれていたが、そこを砂村一族が開拓したことにより「砂村」という地名が付き、町制の施行とともに「砂町」となった（この際、砂村町が正しかったとの意見もある）。以後、東京市城東区編入後「南砂町」となり、やがてその大部分が「南砂」一丁目 - 七丁目として現在に至る。

### 奈良時代
749年（天平勝宝元年）、藤原鎌足の三世の孫である藤原豊成が、当時未開の地であったこの地に富賀岡八幡宮を建立したという説がある。ただし、江戸時代初期に建立されたとの説もある。

### 江戸時代
徳川家康が江戸の開発を始めた頃、江東区はほとんどが干潟や砂州、葦原などの低湿地で陸地ではなかった。南砂には以前「宝六島」と呼ばれていた土地があった。
1657年（明暦3年）、明暦の大火が発生。江戸の都市改造が進む最中の1659年（万治2年）、相模国三浦郡（神奈川県）から砂村新左衛門が訪れ、この地で新田開発を行った。これが砂村新田となった。これは現在の南砂一丁目～七丁目と東砂八丁目に相当する。北端には、境川（現：清洲橋通り。別名を砂村川）が流れており、他の新田との境になっていた。なお、砂村新左衛門は横須賀市久里浜の内川新田や横浜市の吉田新田も開発している。
1681年（延宝9年）、江戸市中から出るゴミの捨て場として永代島新田と砂町新田が指定され、低地の埋め立てが行われた。砂村新田は近郊農業地帯となった。砂村葱をはじめとしてナス、キュウリ、スイカなどが盛んに促成栽培された。
また、開発の際に八幡社が勧請され、現在の富賀岡八幡宮（南砂七丁目）の前身となっている。しかしながら水道もなく、真水にひどく不自由したため、後に社は深川へと移転し（富岡八幡宮）、それ以降こちらの社は「元八幡」の通り名で呼ばれるようになった。洲崎からこの辺りにかけては海沿いの湿地が一面に広がり、景勝地でもあった。元八幡は桜や松並木でも有名であった。
現在では、町内でも著しく目立つ存在ではないが、「元八幡」という名が商店街や交番に残されている。
一方、南砂三丁目付近には、1659年（万治2年）当所開墾の際に、村中安全五穀豊穣を祈願のため、砂村稲荷神社が祀られ、文化・文政（1804～29年）の頃からは、疝気の病に霊験のある「砂町の疝気稲荷」として栄えた。
しかし、昭和20年の戦災で社殿を焼失し、一時仮宮が建てられたが、昭和42年にそれまでの神職が習志野市に転出し、跡地に都営住宅が建てられた。昭和45年、残された者たちが再度「仙気稲荷神社」を再建し、保存会を結成。現在も江東区史跡として、小さな社が維持されている他、「砂村せんき稲荷跡」の案内板と碑が設置されており、元八幡通り以西の商店街「仙気稲荷通り」にもその名をとどめている。さらに、後述の「稲荷前」という、かつての路面電車の停留場名は、現在も最寄りの「南砂三丁目」バス停の別称として引き継がれ、併記・併称されている。

なお南砂は『東海道四谷怪談』に「砂村隠亡堀の場」として登場する。隠亡堀は実在の掘割で、境川と横十間川の交差する岩井橋の辺りにあった。火葬場があったため、こう呼ばれた。岩井橋の由来はお岩さんである。
火葬場（焼き場）との関連は不明であるが、岩井橋付近から横十間川に沿って尾高橋よりもさらに南下した第四砂町小学校近くの辻には、六道輪廻を想起させる「砂村新田六地蔵」が安置されている。

### 明治時代
明治時代、南砂では海苔やカキ、金魚の養殖が盛んに行われるようになった。江東区で活躍した金魚の養殖家としては、初代秋山吉五郎が挙げられる。秋山は砂町や浦安市などで金魚の養殖を行い、シュブンキンなどの新種を作り出した。1910年（明治43年）には「明治43年の大水害」が発生し、富賀岡八幡宮の松・桜並木が全滅した。

### 大正・昭和時代
1917年（大正6年）の「大津波」（正確には台風による高潮であり、津波とは異なる）や1923年（大正12年）の関東大震災では、南砂も大きな被害を受けた。1924年（大正13年）、「砂町海水浴場」が開設された。これは地元青年団主催の海水浴場で、1日に3万164人の来場があったとされる。浅瀬が広がり潮干狩りを楽しむことができた。当時、この一帯は歓楽地であり、洲崎の遊郭や洲崎球場などがあったほか、1928年（昭和3年）から1972年（昭和47年）まで城東電気軌道（のちの都電砂町線）の路面電車が走っていた。現在の南砂三丁目交差点付近、仙気稲荷神社近くには「稲荷前（のちの南砂三丁目）」停留場があった。「砂町海水浴場」は1948年（昭和23年）まで続いた。
1930年（昭和5年）、「明治43年の大水害」を教訓に荒川放水路が完成し、大正時代から昭和時代には埋め立てが進んだ。この埋め立てられた地域が現在の新砂である。当時の海岸線を示す物は21世紀初頭の現在、堤防がフェンスの土台としてコミュニティー通り（海岸堤通り）に残っているだけである。砂村一族が村民に植えるように言っていた堤防の松の木は今は無い。宝六島の南砂の海はなくなってしまった。そんな最中の1934年（昭和9年）、永井荷風が散歩に訪れ、元八幡（富賀岡八幡宮）を見つけて喜んだという逸話がある。
その後、工場や町工場が立地するようになり工業地としての性格が強くなっていた。1929年（昭和4年）、越中島支線が開設。北砂に小名木川駅が置かれた。1931年（昭和6年）には、汽車製造の平岡工場（東京製作所）が移転してきた。地盤沈下が進み問題となった。南砂二丁目は1918年（大正7年）から1980年（昭和55年）の間に4. 57m沈下したことが知られている。1945年（昭和20年）3月10日の東京大空襲では工場が狙われ、南砂も大きな被害を受けた。戦後、1949年（昭和24年）のキティ台風の高波にも襲われた。
1959年（昭和34年）、「首都圏の既成市街地における工業等の制限に関する法律（工業等制限法）」が制定され、工場等の新設・増設が制限された。また地盤沈下などの公害が深刻化し、企業の負担も増大した。1965年（昭和40年）頃から大規模な工場移転が行われた。
1960年代は、ハエの大量発生に悩まされていた。1965年には南砂の主婦と北砂の主婦が合同で、東京都にハエ撲滅対策の陳情が行っている。こうした動きに対応して東京都は、近隣の埋立地である夢の島の一部において、地表をハエの幼虫ごと焼き払う焦土作戦を実行した。
1969年（昭和44年）には、帝都高速度交通営団（現：東京地下鉄）東西線が延伸。「南砂町駅」が開設された。公共交通機関は都電とバスしかなく「陸の孤島」と揶揄された時代から一変した。工場の跡地には団地が建てられた。汽車製造東京製作所の跡地は南砂2丁目住宅になった。南砂一丁目から六丁目の各町に都営住宅が建てられた。

### 平成時代
平成に入ると工場の地方移転が進み、高層マンションの建設が始まった。バブル景気により、スカイシティ南砂には応募が殺到した。1987年（昭和62年）、応募倍率が140倍に達したことが国会で問題となった。
2000年（平成12年）、城東地区最大の商業施設トピレックプラザが開業。2004年（平成16年）、清砂大橋が開通した。これに伴い「新砂土地区画整理事業」が行われ、南砂町駅の南側で再開発が進んだ。永代通りの北側に大規模なマンション、南側には病院や商業施設が完成した。

### 沿革・年表
- 1878年（明治11年）11月：郡区町村編制法により葛飾郡のうち東京府に所属する部分が南葛飾郡となった。
- 1889年（明治22年）：市制町村制により砂村新田、亀高村、又兵衛新田、荻新田、太郎兵衛新田、中田新田、大塚新田、冶兵衛新田、八郎右衛門新田のほぼ全域と永代新田、平井新田、久左衛門新田、八右衛門新田、南本所出村のそれぞれ一部が合併され、砂村となった。
- 1921年（大正10年）7月1日：砂村は町制施行し砂町となった。
- 1932年（昭和7年）：砂町は東京市に編入されて亀戸町、大島町と合併し城東区となった。この時に旧・大字永代、本砂町、平井、四十町を合わせた地域を南砂町一丁目から九丁目とし、残りを北砂町一丁目から十丁目とした。
- 1967年（昭和42年）7月1日：住居表示を施行し、南砂町一・二・三・五丁目と四・六丁目の一部に深川平井町、深川東陽町の一部を合わせて境界整理し、現行の南砂一丁目から七丁目が誕生した。南砂町六丁目の大半と七・八丁目は北砂町八丁目と合わせて東砂六丁目から八丁目となり、南砂町四丁目の大半と九丁目は新砂一丁目から三丁目となった。

### 伝統・史跡など
- 富賀岡八幡宮（749年建立）
- 砂村囃子（江東区無形文化財）
- 旧大石家住宅（江東区有形文化財）
- 新幹線第一号発祥の地（旧・汽車製造東京製作所跡地）
- 仙気稲荷神社
- 砂村新田六地蔵

### 以前存在したもの
- 長州藩下屋敷
- 砂村新田
- 砂町漁港
- 砂町海水浴場
- 富賀岡八幡宮の松・桜並木

### 南砂のマンション
- 代表的なマンション
  - 南砂町グリーンハイツ
  - グランエスタ（東西線沿線最大規模）

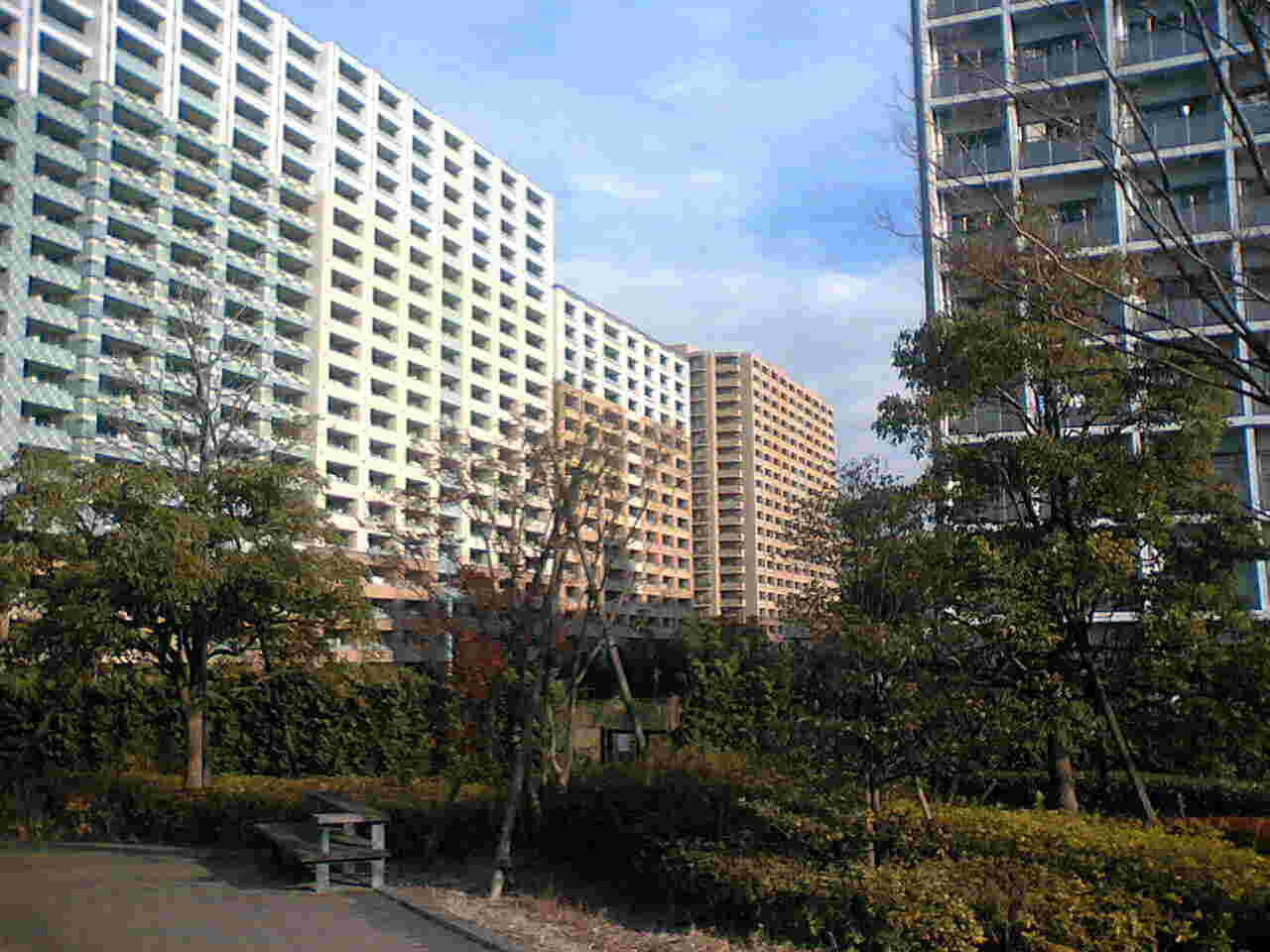
南砂町駅周辺に林立する高層マンション

  - ニューライズシティー・東京ベイハイライズ
  - クレストフォルム東京アヴァンセ
  - フェイシィア南砂町
  - スカイシティー南砂（南砂最高階数。1989年（平成元年）、日本初の高層マンション火災が発生。消防防災ヘリコプターが出動した。）
  - パシフィックレジデンス南砂町
  - M-Stage・ウエスティア
  - M-Stage・イースティア
  - 南砂住宅

## 世帯数と人口
2023年（令和5年）1月1日現在（東京都発表）の世帯数と人口は以下の通りである。
| 丁目       | 世帯数     | 人口     |
| ---------- | ---------- | -------- |
| 南砂一丁目 | 3,194世帯  | 6,970人  |
| 南砂二丁目 | 7,889世帯  | 14,737人 |
| 南砂三丁目 | 2,144世帯  | 3,813人  |
| 南砂四丁目 | 2,212世帯  | 3,934人  |
| 南砂五丁目 | 2,462世帯  | 4,501人  |
| 南砂六丁目 | 1,496世帯  | 3,046人  |
| 南砂七丁目 | 1,488世帯  | 2,630人  |
| 計         | 20,885世帯 | 39,631人 |

### 人口の変遷
国勢調査による人口の推移。
| 年                 | 人口   |
| ------------------ | ------ |
| 1995年（平成7年）  | 37,863 |
| 2000年（平成12年） | 36,223 |
| 2005年（平成17年） | 38,578 |
| 2010年（平成22年） | 39,389 |
| 2015年（平成27年） | 40,573 |
| 2020年（令和2年）  | 39,825 |

### 世帯数の変遷
国勢調査による世帯数の推移。
| 年                 | 世帯数 |
| ------------------ | ------ |
| 1995年（平成7年）  | 14,527 |
| 2000年（平成12年） | 15,035 |
| 2005年（平成17年） | 16,715 |
| 2010年（平成22年） | 17,892 |
| 2015年（平成27年） | 19,331 |
| 2020年（令和2年）  | 19,752 |

## 学区
区立小・中学校に通う場合、学区は以下の通りとなる（2023年4月時点）。
| 丁目       | 番地                                        | 小学校                 | 中学校                 |
| ---------- | ------------------------------------------- | ---------------------- | ---------------------- |
| 南砂一丁目 | 25番                                        | 江東区立砂町小学校     | 江東区立第三砂町中学校 |
| 南砂一丁目 | 4番10〜11号 4番17号 4番19～21号 4番24号 5番 | 江東区立北砂小学校     | 江東区立第二南砂中学校 |
| 南砂一丁目 | その他                                      | 江東区立第四砂町小学校 | 江東区立第二南砂中学校 |
| 南砂二丁目 | 1番6〜18号 4番 8〜37番                      | 江東区立第四砂町小学校 | 江東区立第二南砂中学校 |
| 南砂二丁目 | 1番1〜5号                                   | 江東区立南陽小学校     | 江東区立東陽中学校     |
| 南砂二丁目 | 5番1号 5番3号 5番6号                        | 江東区立東陽小学校     | 江東区立東陽中学校     |
| 南砂二丁目 | 5番2号 5番4〜5号 6〜7番                     | 江東区立東陽小学校     | 江東区立深川第四中学校 |
| 南砂二丁目 | その他                                      | 江東区立南砂小学校     | 江東区立南砂中学校     |
| 南砂三丁目 | 全域                                        | 江東区立第三砂町小学校 | 江東区立第三砂町中学校 |
| 南砂四丁目 | 1～11番 13～19番                            | 江東区立第三砂町小学校 | 江東区立第三砂町中学校 |
| 南砂四丁目 | 12番                                        | 江東区立第二砂町小学校 | 江東区立第三砂町中学校 |
| 南砂五丁目 | 13～24番                                    | 江東区立第二砂町小学校 | 江東区立第三砂町中学校 |
| 南砂五丁目 | 1〜12番                                     | 江東区立砂町小学校     | 江東区立第三砂町中学校 |
| 南砂六丁目 | 4～6番                                      | 江東区立第二砂町小学校 | 江東区立第三砂町中学校 |
| 南砂六丁目 | 1〜3番 7〜11番                              | 江東区立第三砂町小学校 | 江東区立第三砂町中学校 |
| 南砂七丁目 | 全域                                        | 江東区立第三砂町小学校 | 江東区立第三砂町中学校 |

## 交通

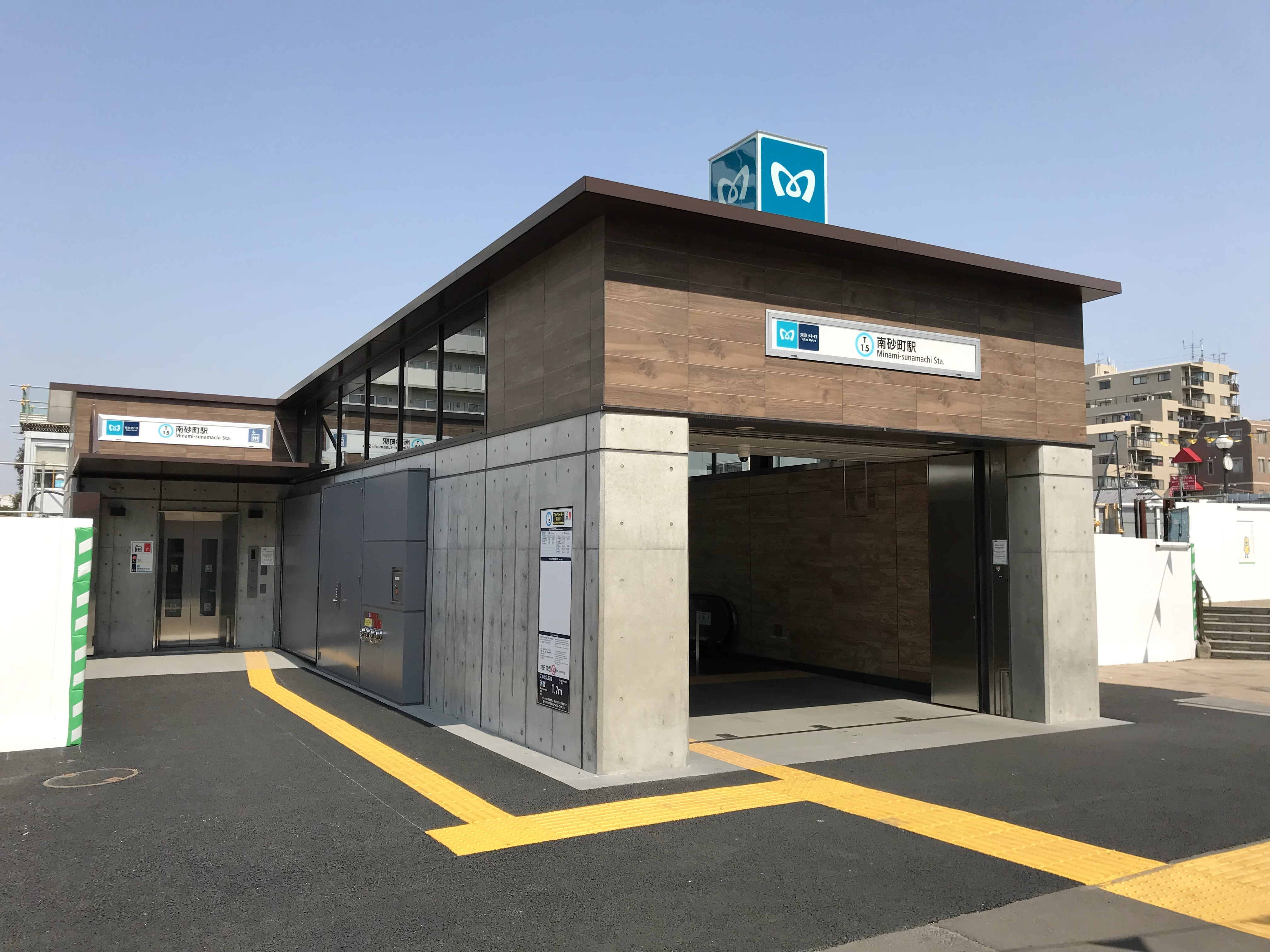
南砂町駅3番出入口

### 鉄道
最寄り駅として東京メトロ東西線の南砂町駅と東陽町駅がある。
東西線は相互直通運転により東は津田沼駅・東葉勝田台駅、西は中野駅、三鷹駅まで乗り換えなしで行くことができ、日本橋駅、大手町駅（東京駅）には直結10分前後で到達する。特に南砂町駅は2000年代に入ってから東口付近の再開発などで利用者が増加している。なお、南砂町駅は快速停車駅ではないが、年々快速からの転換が図られている通勤快速が停車し、平日朝ラッシュ時の始発～9時半頃までの日本橋・大手町方面の快速はすべて通勤快速に統一された。
東陽町駅は時間帯に関わらず、全列車が停車する。
また、亀戸～南砂町～新木場間のLRT新線構想が存在する。

### 路線バス
都営バスが地域内を経由する路線を運行しており、主に都営地下鉄新宿線とJR総武線へのアクセス手段となっている。また一部の系統は江東区西部や荒川を渡って江戸川区へも運行される。
- 都07系統：西大島駅・錦糸町駅方面/東陽町駅・門前仲町方面
- 亀21系統：大島駅・亀戸駅方面/東陽町駅方面
- 亀23系統：西大島駅・亀戸駅方面/南砂町駅・江東高齢者医療センター方面
- 陽20系統：東陽町駅 - 江東高齢者医療センター - 東大島駅
- 門21系統：東大島駅方面/東陽七丁目・東陽町駅・門前仲町方面
- 秋26系統：清澄白河駅・秋葉原駅方面/葛西駅方面
- 両28系統：亀戸駅通り・両国駅方面/西葛西駅・臨海車庫、第六葛西小学校（深夜の2本のみ）方面
- 亀29系統：境川・亀戸駅方面/西葛西駅・なぎさニュータウン方面
- 錦22系統：東陽町駅・錦糸町駅方面/西葛西駅南・臨海車庫方面（本数少）
- 錦18系統：西大島駅・錦糸町駅方面/新木場駅方面（平日のみ）
- 急行05系統：新木場駅・日本科学未来館方面/亀戸駅通り・錦糸町駅方面（土休日のみ）

### 道路
道路は碁盤の目のように整備されており、2004年に清砂大橋が開通し、運行本数は少ないが新たなバス路線も開設された。なお計画として、新木場までの建設が確定している東京港臨海道路を延伸する計画があり、用地は既に確保されている。

## 事業所
2021年（令和3年）現在の経済センサス調査による事業所数と従業員数は以下の通りである。
| 丁目       | 事業所数  | 従業員数 |
| ---------- | --------- | -------- |
| 南砂一丁目 | 124事業所 | 1,711人  |
| 南砂二丁目 | 220事業所 | 5,125人  |
| 南砂三丁目 | 85事業所  | 1,110人  |
| 南砂四丁目 | 82事業所  | 678人    |
| 南砂五丁目 | 93事業所  | 1,047人  |
| 南砂六丁目 | 121事業所 | 2,043人  |
| 南砂七丁目 | 78事業所  | 901人    |
| 計         | 803事業所 | 12,615人 |

### 事業者数の変遷
経済センサスによる事業所数の推移。
| 年                 | 事業者数 |
| ------------------ | -------- |
| 2016年（平成28年） | 788      |
| 2021年（令和3年）  | 803      |

### 従業員数の変遷
経済センサスによる従業員数の推移。
| 年                 | 従業員数 |
| ------------------ | -------- |
| 2016年（平成28年） | 12,156   |
| 2021年（令和3年）  | 12,615   |

## 施設

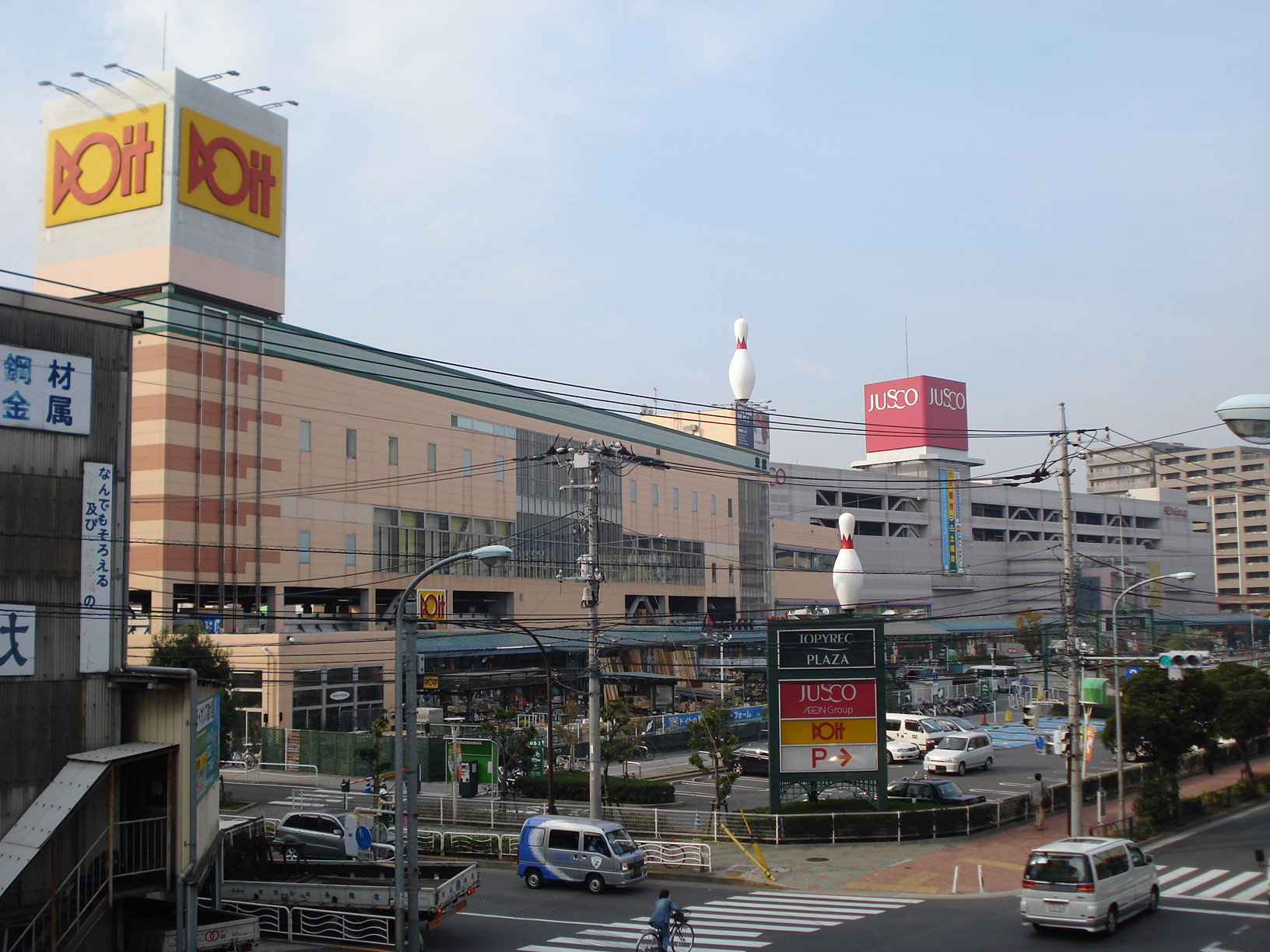
トピレックプラザ

商業施設
- トピレックプラザ（複合商業施設）
- ニトリ南砂店
- ヤマダデンキヤマダアウトレット南砂店
- ダイソー南砂町駅前店
- イオン南砂店
- オーケー南砂店・尾高橋店
- SUNAMOTSUTAYA南砂店
- 仙気稲荷通り商店街
- 元八幡通り商店街
- アルカナール南砂

企業
- 江東南砂六郵便局
- 日経統合システム本社
- 三越通信販売事業本部
- トピーレック本社
- 新日軽本社
- ロックペイント東京本社

公共機関
- 江東区役所南砂出張所・南砂区民館
- 江東区立江東図書館（中央館）
- 南砂子ども家庭支援センター
- 南砂雨水調節池
- 城東南部保健相談所

公園
- 仙台堀川公園
- 横十間川親水公園

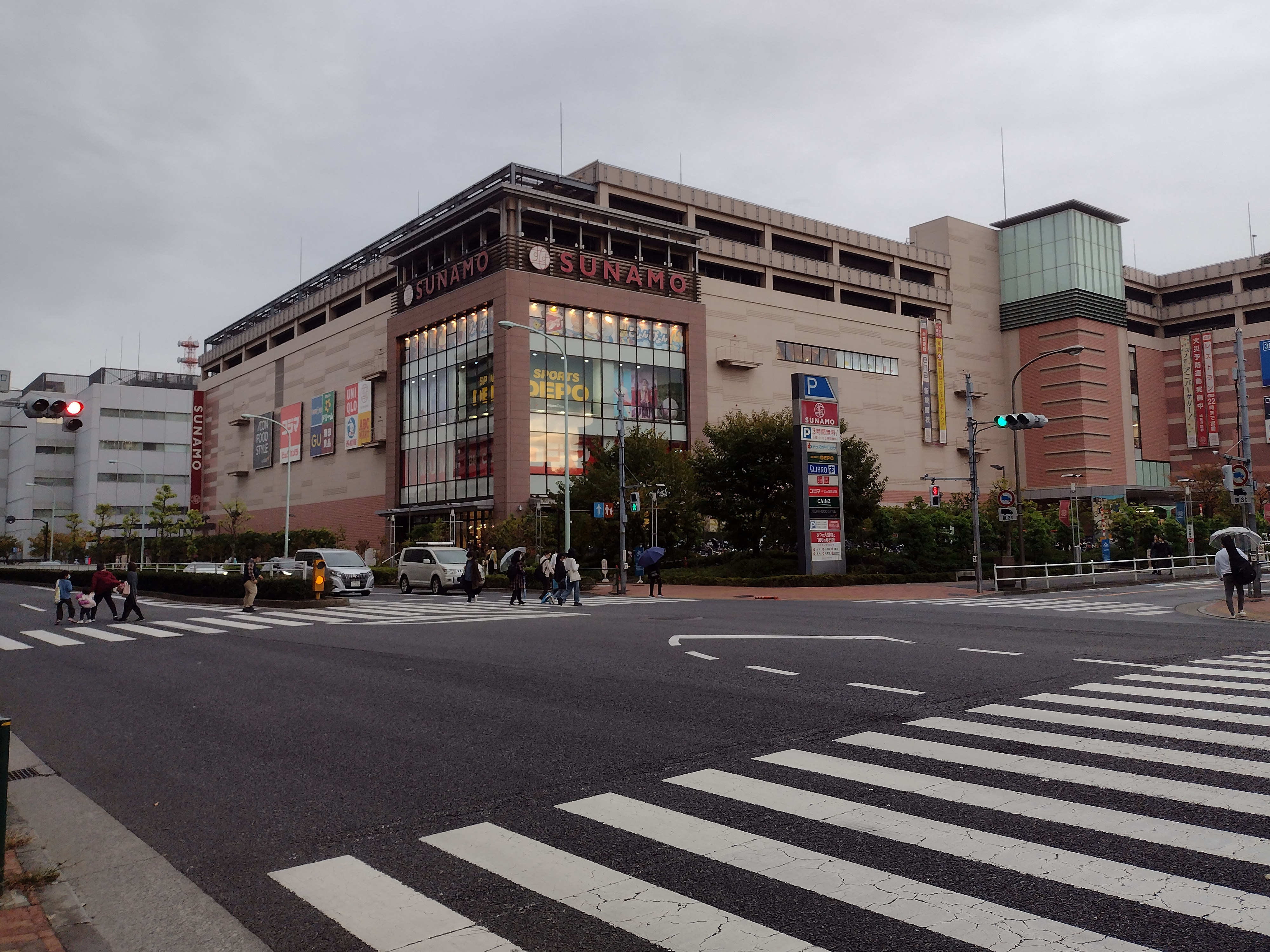
SUNAMO

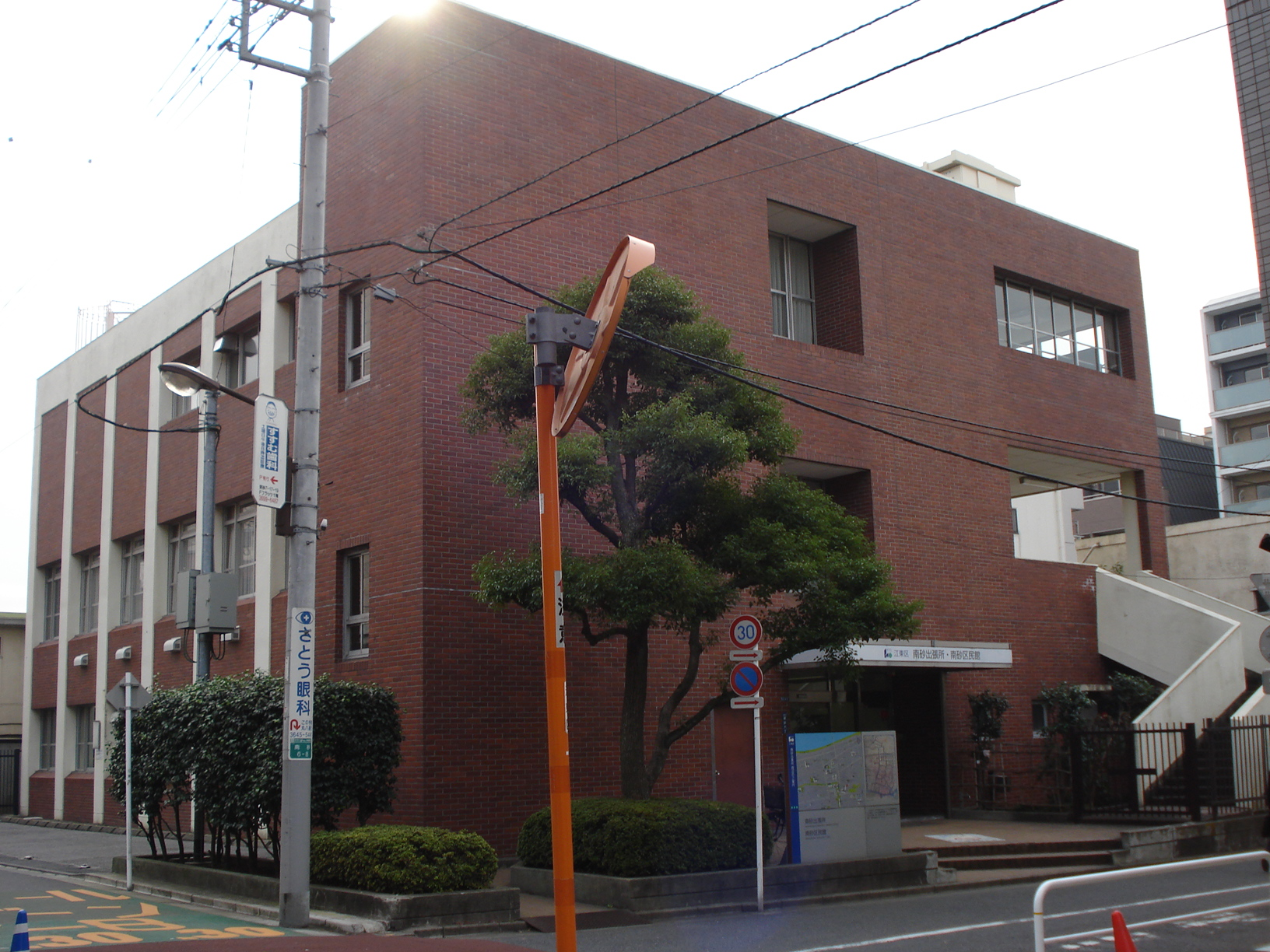
江東区役所南砂出張所・南砂区民館（改築予定）

- 新砂あゆみ公園・新砂のぞみ公園・新砂めぐみ公園
- 砂町荒川水辺公園
- 南砂三丁目公園
- 南砂緑道公園

大通り
- 葛西橋通り
- 清洲橋通り
- 明治通り
- 永代通り
- 丸八通り

医療・福祉施設
- 南砂町駅前クリニック
- 砂町耳鼻咽喉科
- ベルコモン南砂
- 藤崎病院

学校
- 東京都立東高等学校

- 江東区立南砂中学校
- 江東区立第二南砂中学校
- 江東区立第二砂町中学校
- 江東区立第三砂町中学校

- 江東区立南砂小学校
- 江東区立第三砂町小学校
- 江東区立第四砂町小学校
- 江東区立第五砂町小学校

その他
- 富賀岡八幡宮
- 財団法人東京タクシーセンター
- 砂町魚釣り場

## 出身・ゆかりのある人物
- 青江三奈（歌手）

## その他

### 日本郵便
- 郵便番号 : 136-0076[3]（集配局 : 城東郵便局[31]）。